# نوربيرتو أورتيغا سانشيز
نوربيرتو أورتيغا سانشيز (بالإسبانية: Norberto Ortega Sánchez)‏ هو لاعب كرة قدم أرجنتيني في مركز الوسط، ولد في 24 سبتمبر 1963 في فيكتوريا في الأرجنتين. لعب مع تيغري وديبورتيفو كالي وفيليز سارسفيلد ونادي إلتشي.